# Ormea
Ormea é uma comuna italiana da região do Piemonte, província de Cuneo, com cerca de 1.966 habitantes. Estende-se por uma área de 124 km², tendo uma densidade populacional de 16 hab/km². Faz fronteira com Alto, Armo (IM), Briga Alta, Caprauna, Cosio di Arroscia (IM), Frabosa Soprana, Garessio, Magliano Alpi, Nasino (SV), Pornassio (IM), Roburent, Roccaforte Mondovì.

## Demografia
| Variação demográfica do município entre 1861 e 2011                               |
|                                                                                   |
| Fonte: Istituto Nazionale di Statistica (ISTAT) - Elaboração gráfica da Wikipedia |